# Villers-la-Ville (Belgio)
Villers-la-Ville (in vallone L'Abeye, Vilé-l'-Veye) è un comune belga di 9 704 abitanti, situato nella provincia vallona del Brabante Vallone.
Nel suo territorio si conservano i resti della grandiosa Abbazia di Villers-la-Ville.